# 盆地意识
盆地意识是指生活在四川盆地的四川人的特有認同意识。
盆地意识有许多种理解。基本上，盆地意识是由四川盆地几乎完全封闭的地理特性造成的。历史上，由于四川盆地物产丰饶而使四川在经济、文化等各方面自成一体，成为一个相当独立的世界，含有“盆地即天下”的意境。但由于近现代各种战争中，四川盆地大后方地位特殊的原因，导致四川人思想得到前所未有的开放。

## 对川人性格的影响
在许多人看来，四川多奇山异水，同样，四川人则多奇异人士，这也和四川盆地的封闭性和自成一体有关系。由於地形和民族的多樣化，四川人也对各种奇人异事持包容心态。
国学大师程千帆曾述及这种现象：“四川这个地方，一方面是外面的人根本不晓得四川的学者有多大能耐，另一方面，四川的学者还很看不起外面这些人。他看不起自有他值得骄傲的地方”，“四川要么不出人，要出一个人就很奇特”。

## 四川盆地文化
由于为封闭性盆地地理的原因，四川的自我整体意识比一般其他地方强。民国时期，“川人治川”在四川有很强的号召力。近代历史上四川曾是保路运动、自治运动、独立运动踊跃的地区。自秦朝起中国基本上一直采取自上而下的行政制度，为防止官僚腐败因此采用官员任用籍贯回避制度，在政府层面并不实行自治。而在民間，和传统中国的其他地方一样，民国以前实行乡绅自治。
当国难当头时，四川人往往表现出强烈的热情，比如抗日战争爆发前中央势力无法渗透入四川，当抗战爆发时，川軍立即动员起来，很快就组织起来开赴前线。四川人有顽强的抵抗精神，在宋朝末年和明朝末年，四川都发生了壮烈而长久的對外抗战。
1997年，重庆以及川东南万州、涪陵、黔江四地被中央政府以西部大开发及三峡工程的名义从四川分离出去。巴文化的地位才得以重新被重视，是为现在的巴渝文化。但也有观点认为自古未有巴渝文化这个概念，这个词是近些年才出现的，是重庆划出四川后因政治而人为制造的，是不成熟的新地域文化概念。从来将巴蜀看成一体，好比山东的齐鲁。重庆始终是巴蜀文化的重要组成部分，行政划分不会破坏四川人和四川文化的整体认同。 实际上，虽说四川各地仍有地方差异，但经过三国时期以来长久的历史和史上的数次移民潮，巴蜀已经融为一体。